# Cave canem

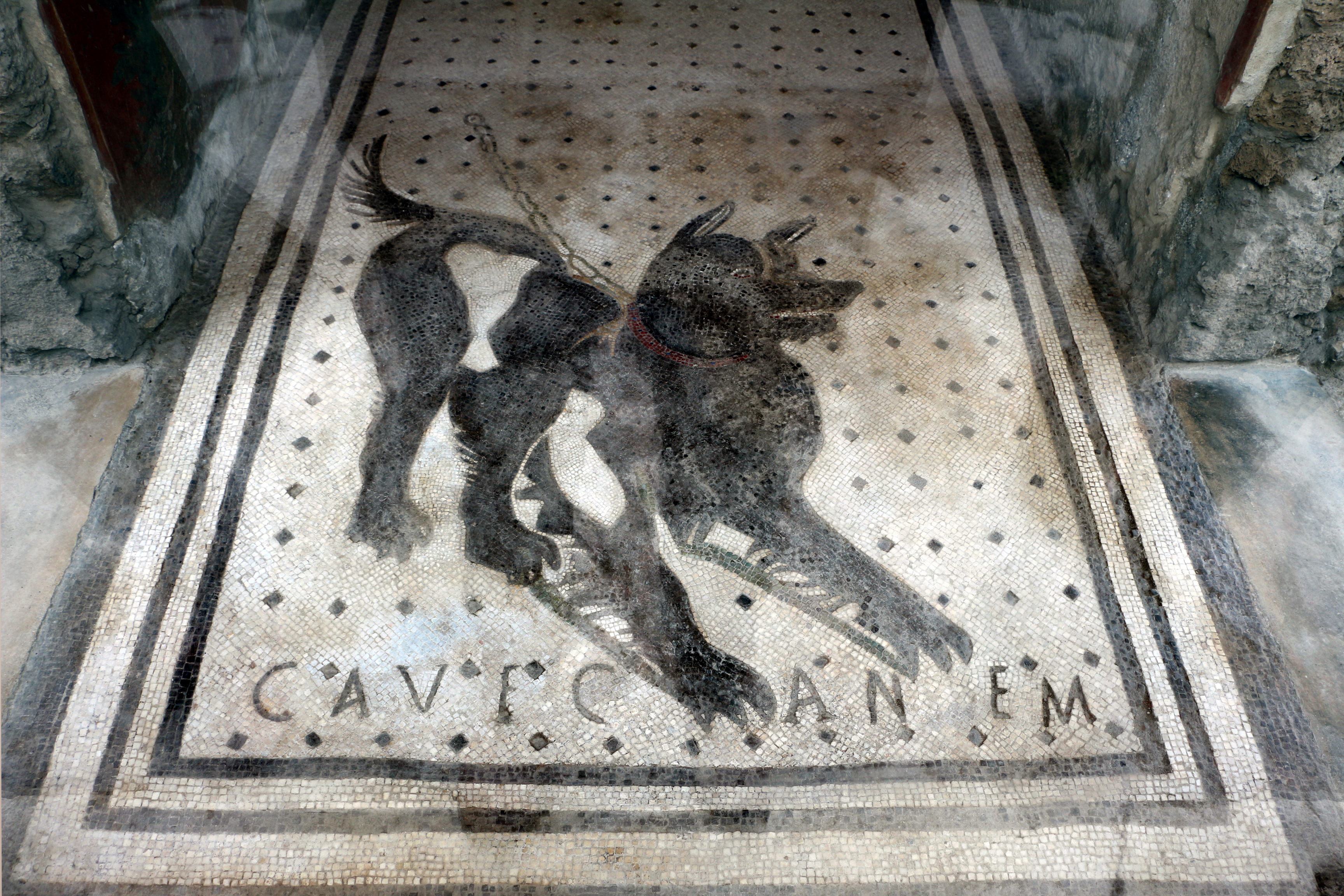
La mosaïque, toujours visible des touristes.

Cave canem est une expression latine à l'impératif signifiant littéralement « prends » ou « prenez garde au chien », et que l'on peut traduire « attention au chien ». Elle a été retrouvée inscrite sur une mosaïque représentant un chien menaçant à l'entrée d'une villa de Pompéi, qui visait à dissuader les intrus en avertissant de la présence d'un chien de garde.

## Pompéi
Cet avertissement a été retrouvé lors de fouilles archéologiques dans la maison du Poète tragique (en) à Pompéi, une cité romaine antique qui fut ensevelie en 79 par une éruption du Vésuve.
Il était inscrit en lettres capitales aux côtés d'une représentation d'un chien tenu en laisse, sur une mosaïque recouvrant le sol du vestibule. Le but était non seulement d'avertir les visiteurs, mais surtout de décourager les intrus d'y pénétrer.
Il semble en fait que ce type de mise en garde était fréquent sur le seuil des habitations romaines. En effet, plusieurs autres mosaïques figurant un chien de garde tirant sur sa laisse, sans l'inscription cave canem, ont été mises au jour à Pompéi, notamment à la maison d'Orphée (it) et dans un thermopolium (fresque découverte en 2019), mais aussi ailleurs dans l'Empire.
Pétrone, l'écrivain latin du Ier siècle, y fait également référence dans le Festin chez Trimalcion, au chapitre XXIX de son roman le Satyricon, lorsque le narrateur Encolpe pénètre dans la demeure de Trimalcion : 
« Ceterum ego dum omnia stupeo, paene resupinatus crura mea fregi. Ad sinistram enim intrantibus non longe ab ostiarii cella canis ingens, catena vinctus, in pariete erat pictus superque quadrata littera scriptum

CAVE, CAVE CANEM.

Et collegae quidem mei riserunt. »
« Quant à moi, j'admirais bouche bée, quand, sursautant de peur, je faillis me rompre les jambes. À gauche de l'entrée, non loin de la loge du portier, un énorme chien tirait sur sa chaîne. Au-dessus de lui était écrit en lettres capitales : Gare, gare au chien. Vérification faite, ce n'était qu'une peinture sur la muraille.

Mes compagnons se moquaient de ma frayeur. »
— trad. Louis de Langle, 1923.

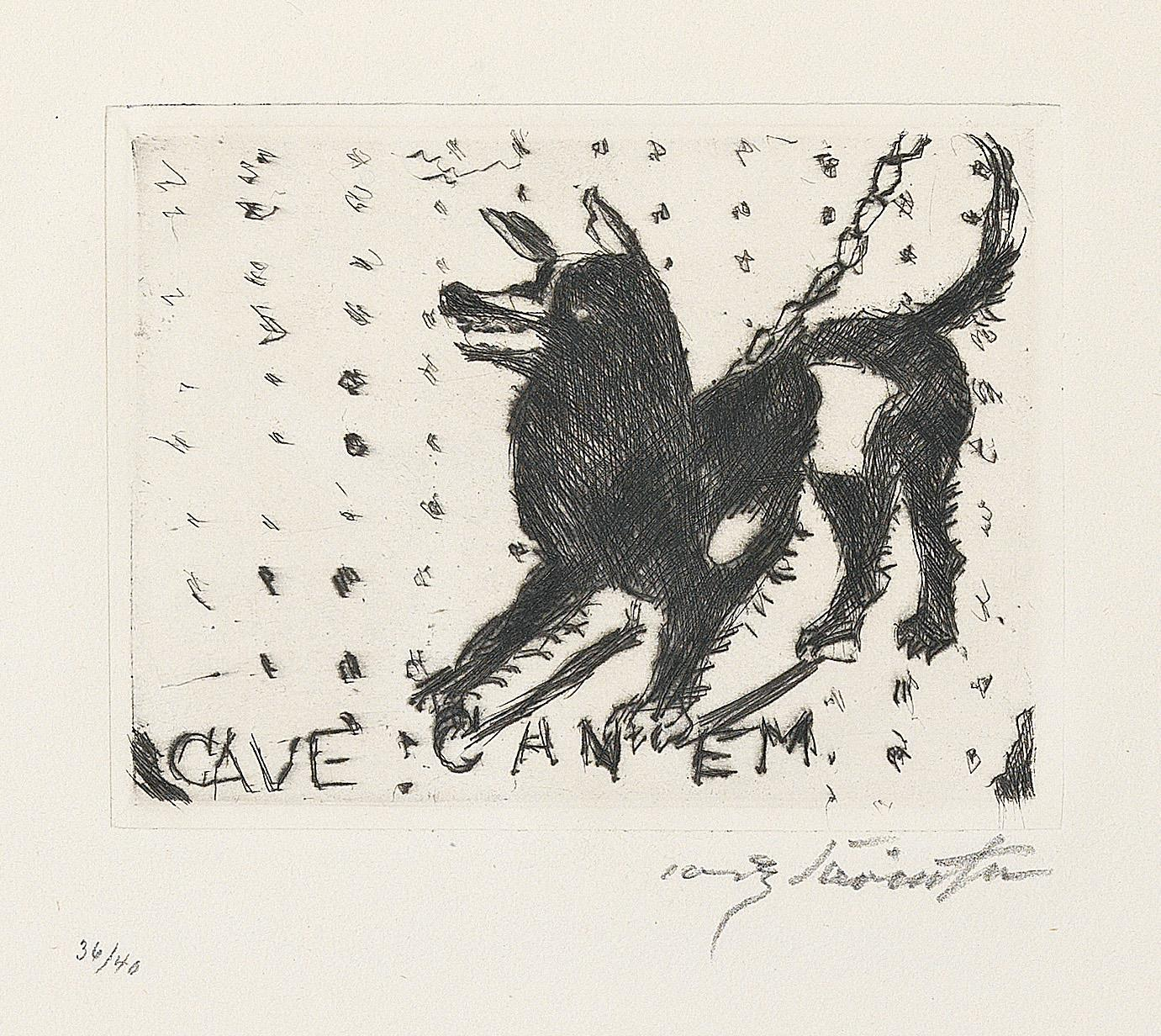
Illustration du Festin chez Trimalcion par Lovis Corinth, reproduisant le cave canem de la maison du Poète tragique de Pompéi.
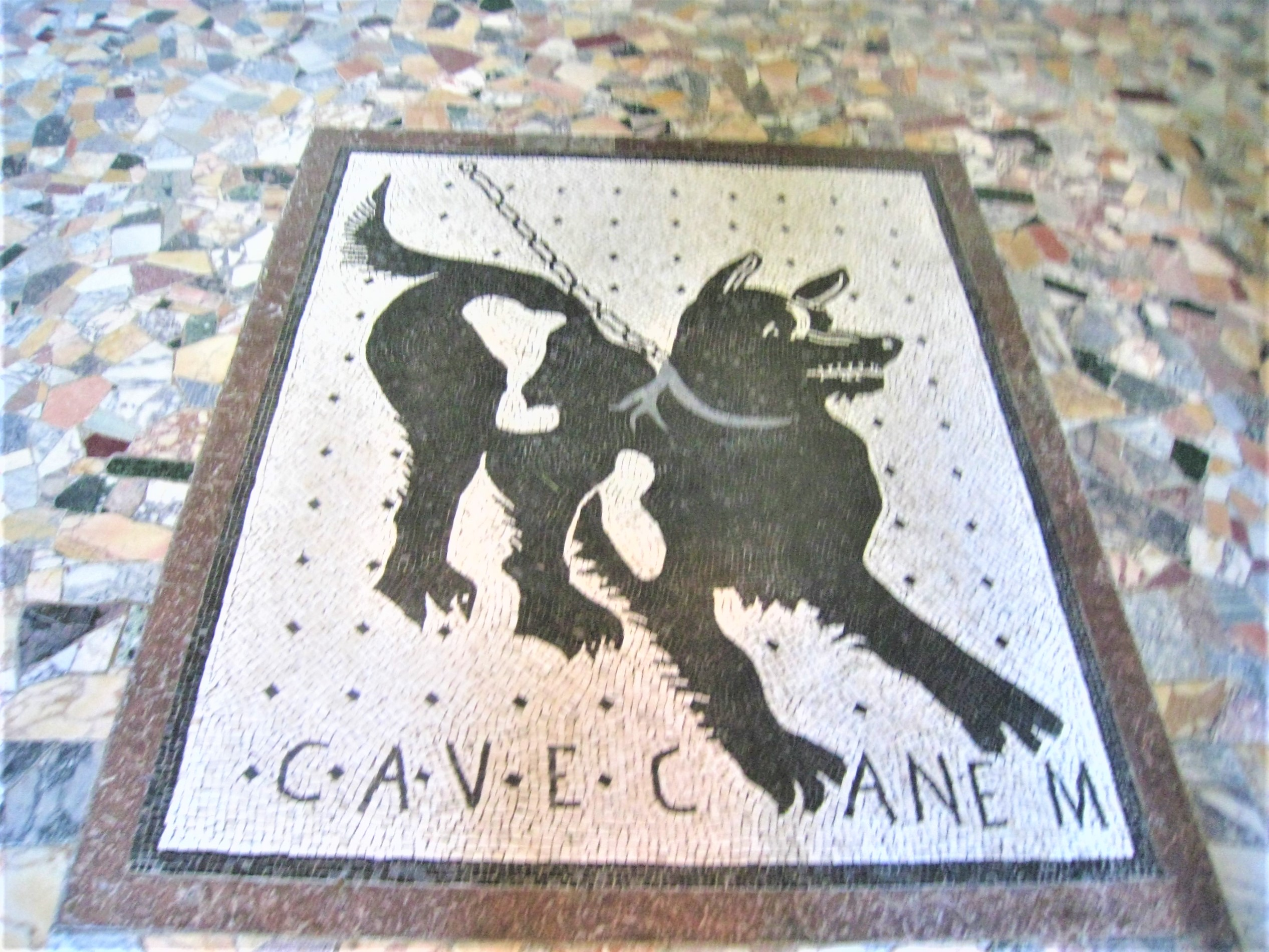
Mosaïque au palais de Tullgarn, en Suède, reproduisant le cave canem de la maison du Poète tragique de Pompéi.
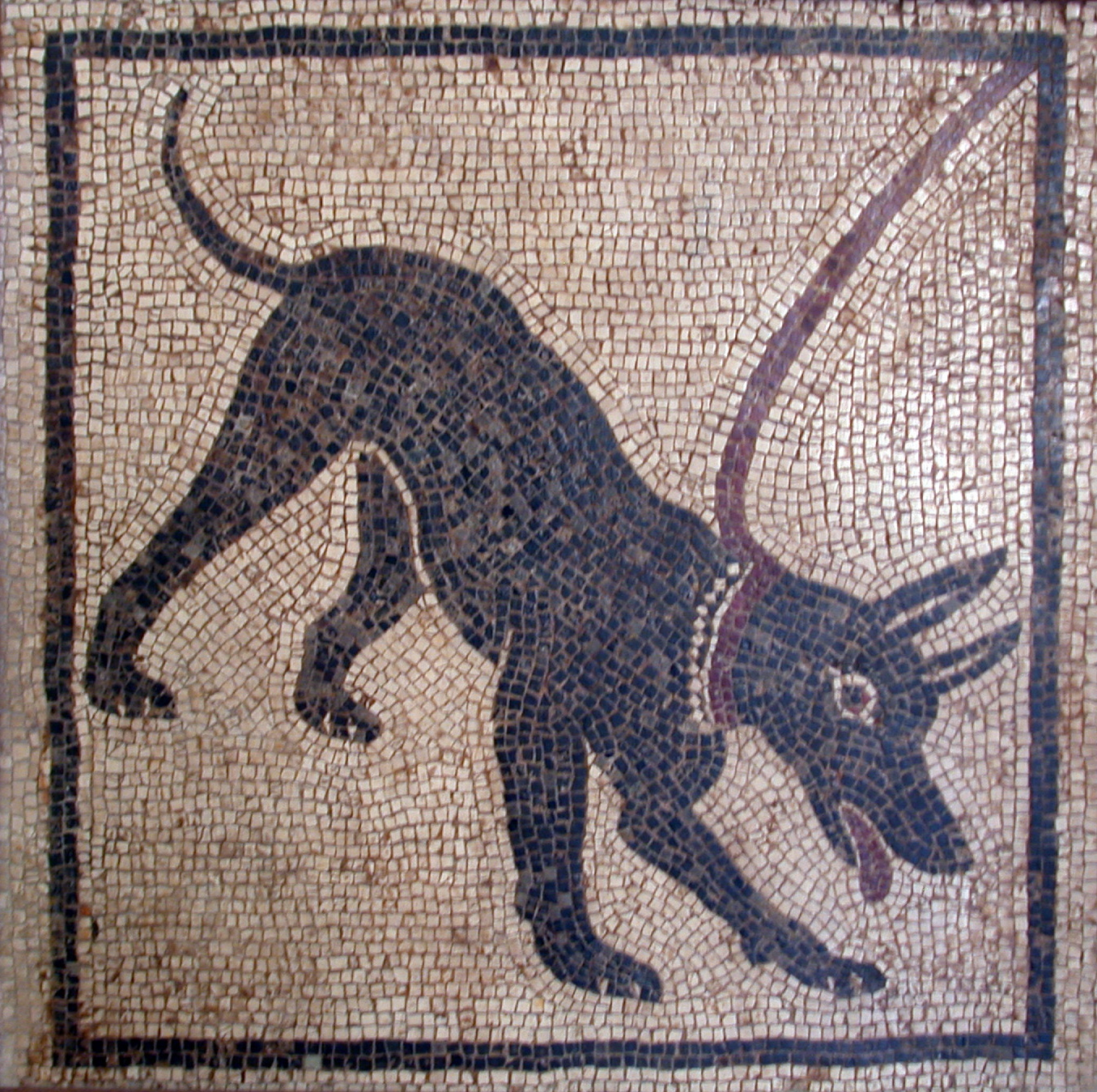
Mosaïque similaire retrouvée à la maison d'Orphée (it), également à Pompéi, et conservée au musée archéologique de Naples.

## Moyen Âge
Cave canem a aussi été au Moyen Âge une des devises des marins de Saint-Malo, en référence aux « chiens du guet », ces dogues que l'on lâchait la nuit pour protéger la ville. Les navires malouins contraints à la bataille déployaient leur bannière de combat représentant un dogue prêt à mordre : c'était leur Cave canem, dernier avertissement avant le début des hostilités. 

## XIXesiècle
Jean-Léon Gérôme a peint en 1881 un tableau intitulé Cave canem, prisonnier de guerre à Rome.
Le cabinet de travail d'Alexandre Dumas — dit château d'If — est situé au Port-Marly sur la propriété du château de Monte-Cristo, minuscule château au style néogothique, érigé sur un petit îlot. Devant ce cabinet, une statue représente un chien dans sa niche, avec l'inscription Cave canem.

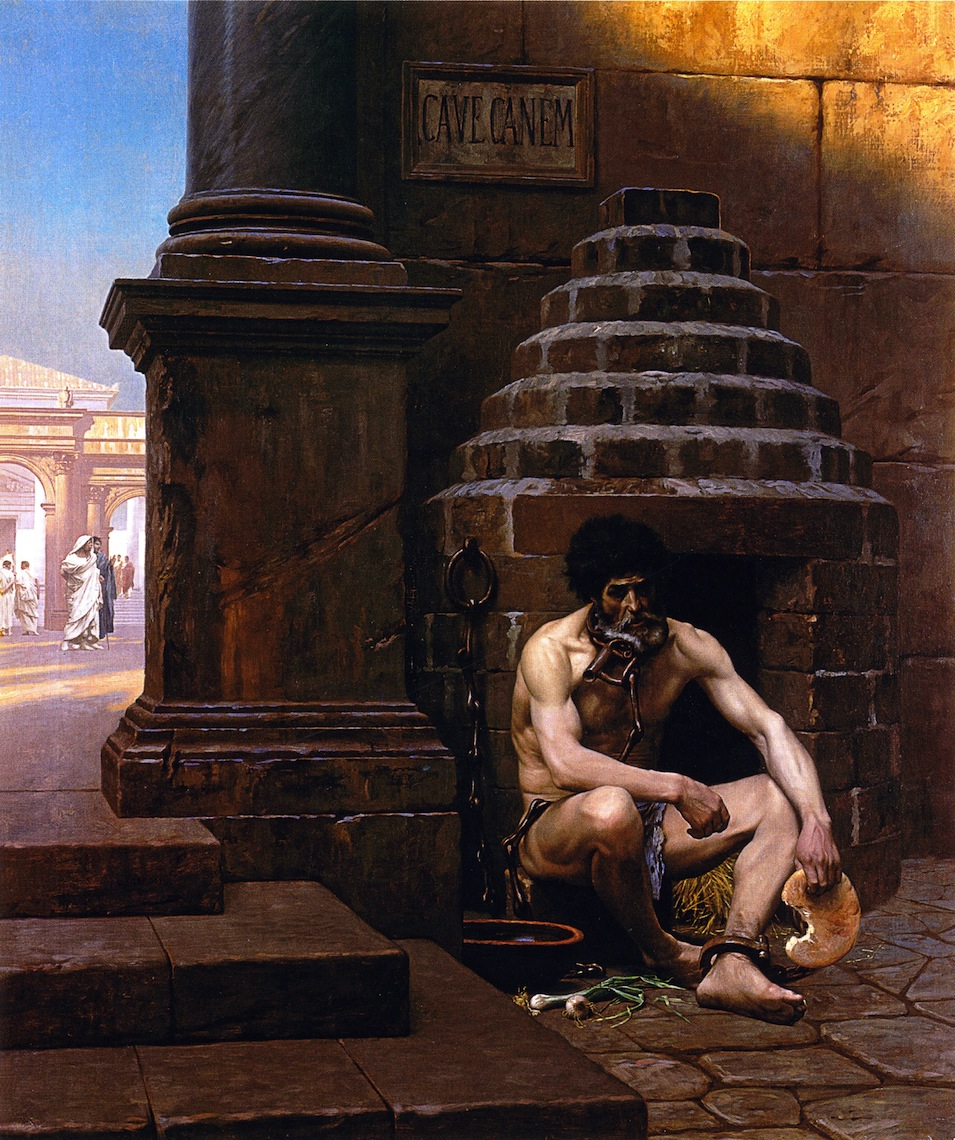
Cave canem, prisonnier de guerre à Rome, au musée Jean-Léon Gérôme de Vesoul.
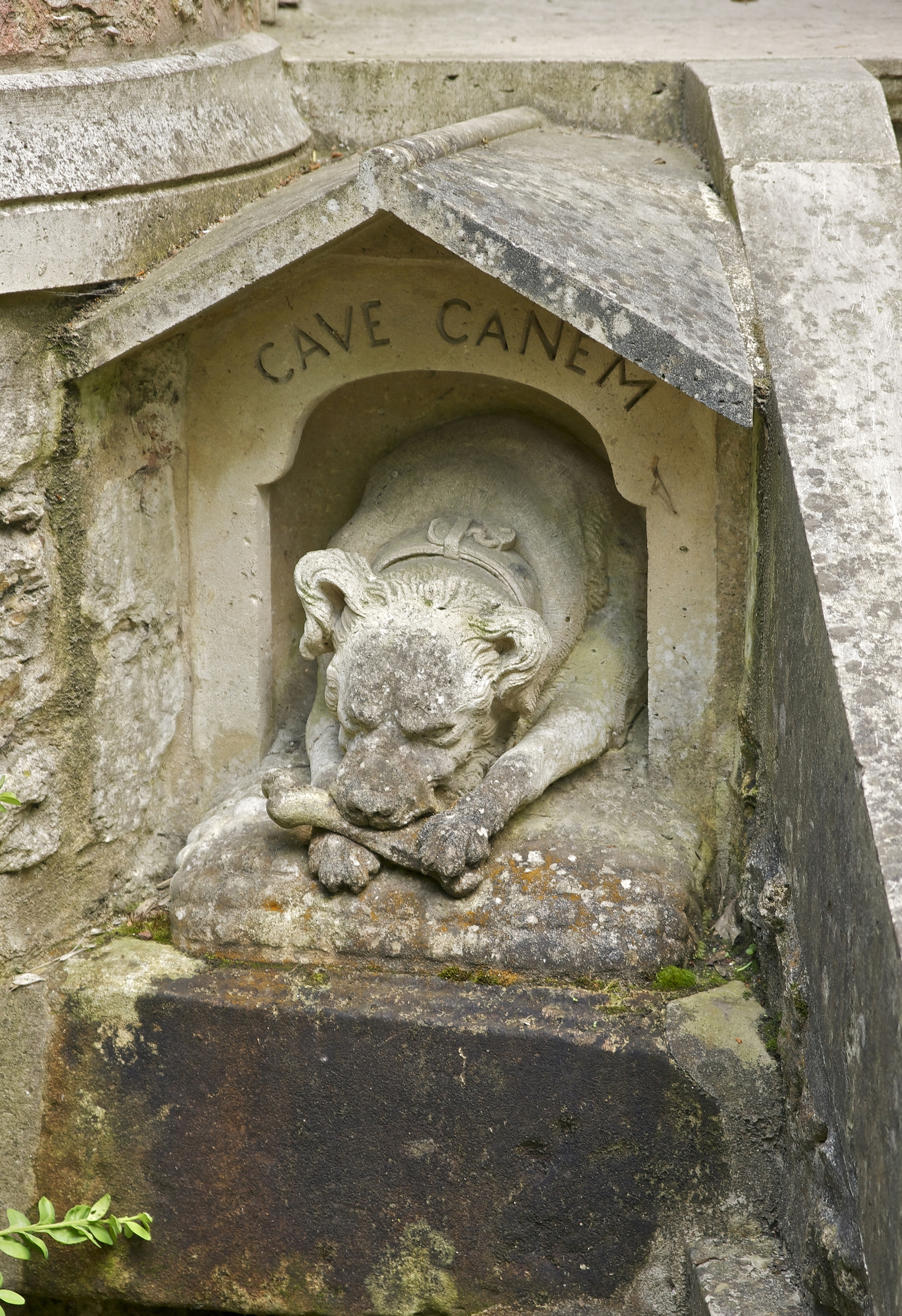
Devant l'entrée du château d'If d'Alexandre Dumas au Port-Marly.

## Aujourd'hui
- On retrouve la devise sur l'insigne du Centre d'instruction et d'applications sur avions nouveaux (CIAAN) de l'armée de l'air française, pendant la Seconde Guerre mondiale[4]. Elle y accompagne un dessin de chien à trois têtes, respectivement bleue, blanche et rouge — les couleurs du drapeau français.
- De nos jours, de nombreuses sociétés de sécurité et de surveillance portent le nom de Cave canem, généralement accompagné d'un logo représentant un chien méchant.
- Dans l'album d'Astérix intitulé La Zizanie, on trouve cette inscription sur la résidence de César, traduite « Attention au chien »[5],[6].
- Dans la série Kaamelott d'Alexandre Astier, cave canem est la seule phrase en latin que le seigneur Karadoc connaît, comme il le révèle dans l'épisode 84 du Livre IV[7].
- Ancienne devise de la ville de Saint-Malo, elle est désormais inscrite à la sortie des vestiaires, au fronton de l'entrée sur le terrain de l'US Saint-Malo, le club de football de la ville actuellement en National 2.
- Cette devise est celle de la 5e unité d'intervention de réserve du 31e régiment du génie.
- L'expression a été traduite dans différentes langues et est encore utilisée de nos jours à l'entrée de maisons.

Utilisations contemporaines à l'entrée de maisons
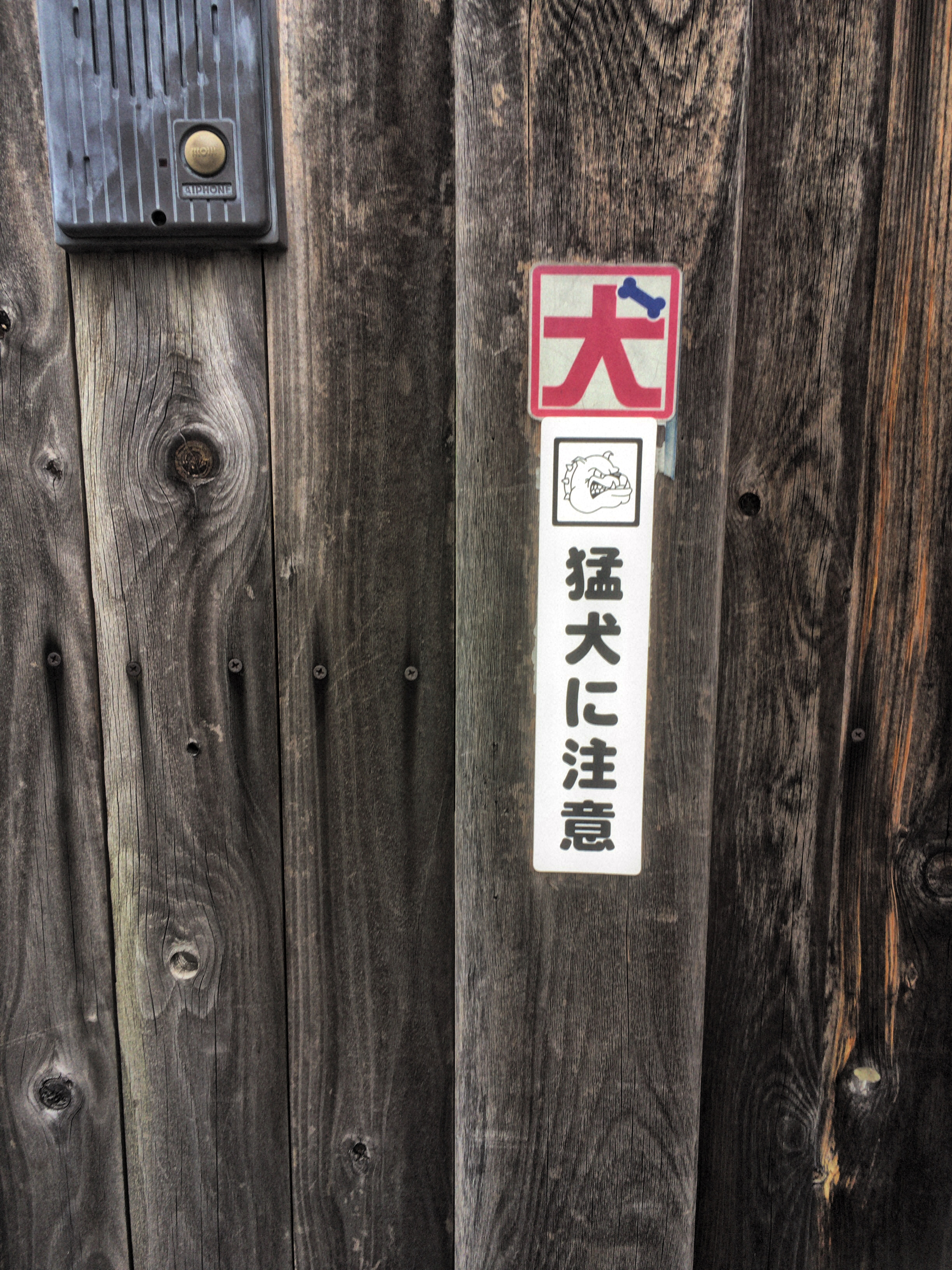
En japonais (« 猛犬に注意 ») à Tokyo (Japon).
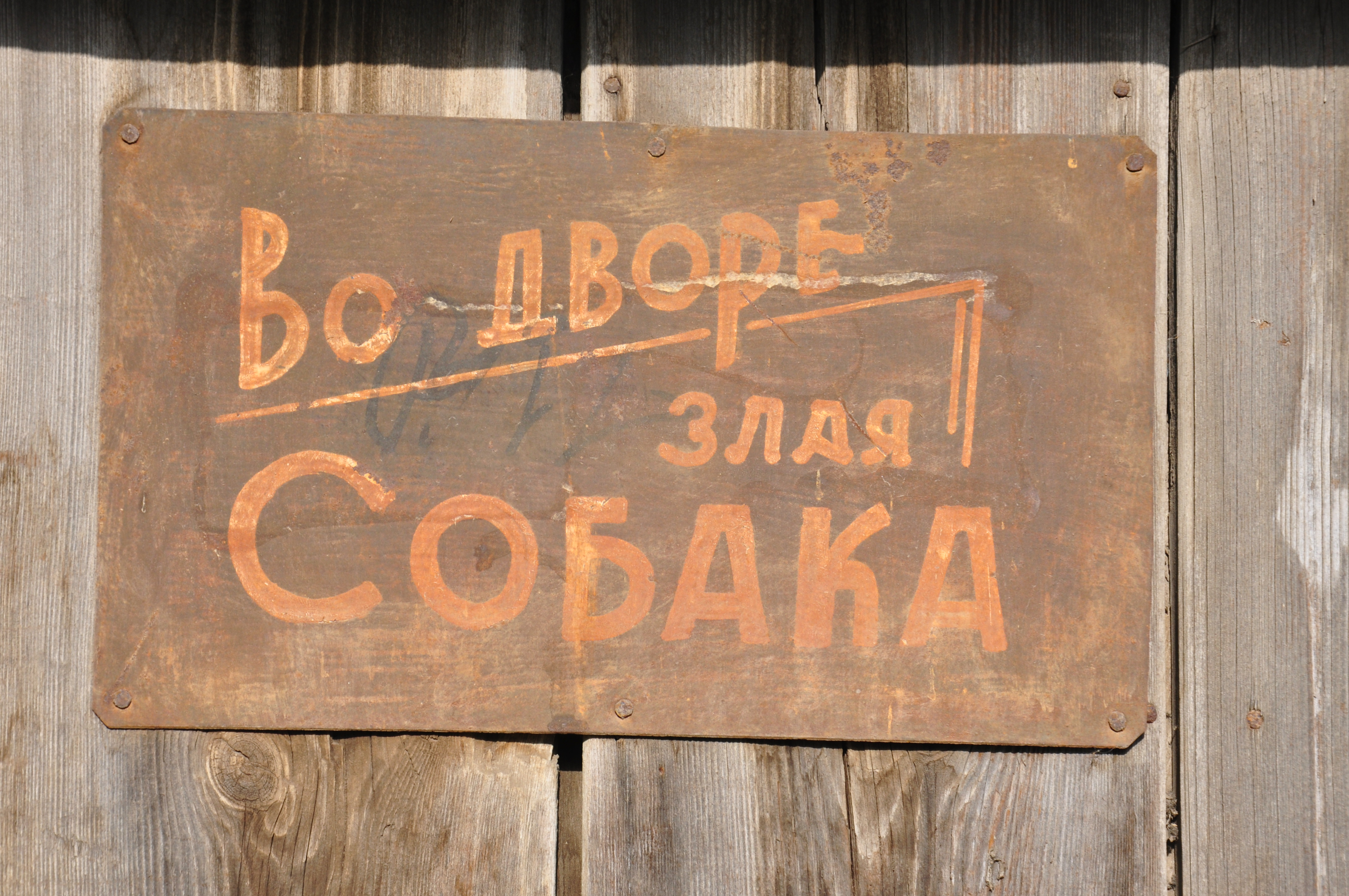
En russe (« Во дворе злая собака ») à Astrakhan (Russie).
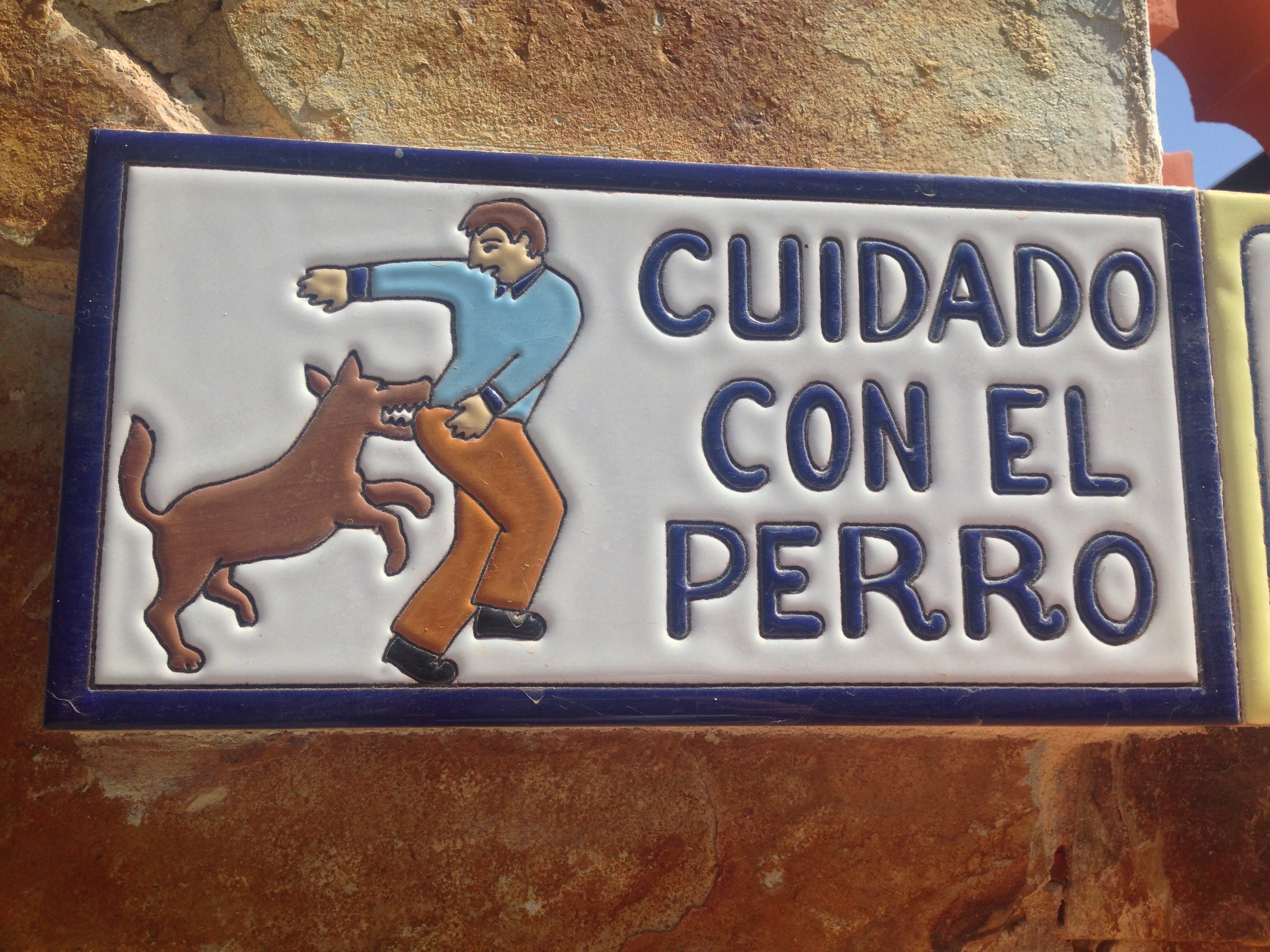
En espagnol (« Cuidado con el perro ») aux îles Canaries (Espagne).
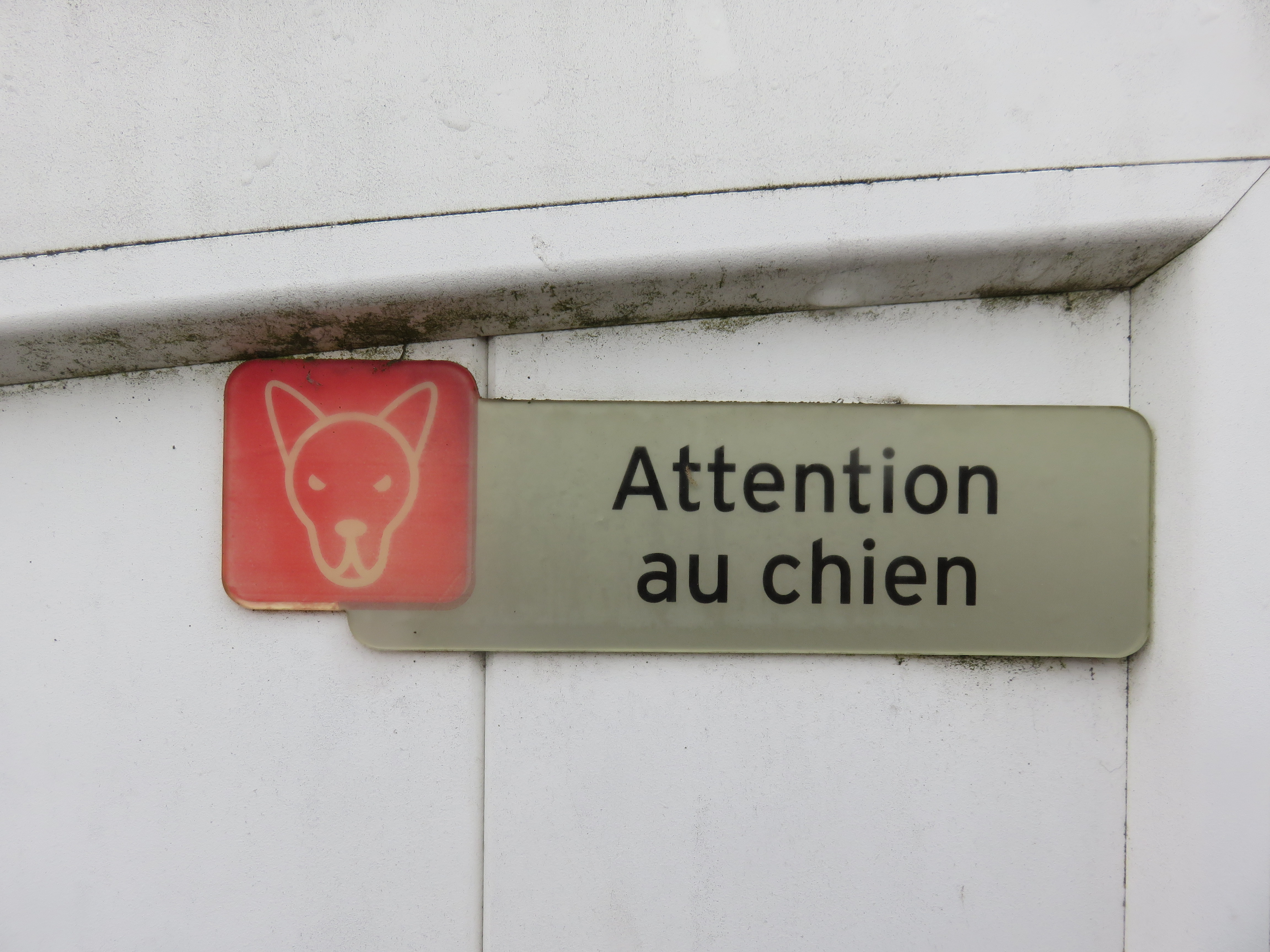
En français (« Attention au chien ») à Saint-Maurice-de-Beynost (France).